# Дітер Косслік
Ді́тер Ко́сслік (нім. Dieter Kosslick; нар. 30 травня 1948, Пфорцгайм, Німеччина) — німецький кінокритик, журналіст та дослідник. З 1 травня 2001 року він є 4-м директором Берлінського міжнародного кінофестивалю (Берлінале).

## Біографія
Дітер Косслік народився 30 травня 1948 року в місті Пфорцгаймі, земля Баден-Вюртемберг, ФРН (нині Німеччина). Виріс і здобував початкову освіту в Іспрінгені. Після закінчення школи поступив до університету Людвіга-Максиміліана в Мюнхені, де вивчав комунікацію, політику і педагогіку.
У 1979 році Косслік був запрошений в Гамбург для роботи референтом, спічрайтером і керівником бюро, для професійних консультацій з багатьох питань першого бургомістра Ганса-Ульріха Клозе, а пізніше він спілкувався з пресою як прес-секретар керівного органу «За рівноправ'я жінок». У 1982 році він пішов з цієї посади, щоб стати оглядачем у журналі «Конкрет» (нім. konkret).
З 1983 року Дітер Косслік брав участь у фінансуванні фільмів як керуючий директор кінофонду в Гамбурзі (англ. Hamburg Film Office).
У 1985 році Косслік уперше знявся в кіно у фільмі «Нічого без тебе» (нім. Nicht nichts ohne Dich), другий фільм з його участю, «Мадонна-людиною» (нім. Der Madonna — Mann), був знятий у 1987 році.
У 1986 році Дітер Косслік спільно з Kino auf der Alster заснував «Європейський форум малобюджетного кіно». У 1988 році його запросили на посаду директора кінофестивалю Hamburg Film Fund — Film Funding Hamburg Schleswig — Holstein. Того ж року він став співзасновником Європейського офісу розподілу фільмів (англ. European Film Distribution Office, EFDO), займаючи посаду президента до розпуску організації в 1996 році.
У 1992 році Дітер Косслік приймає пропозицію телерадіокомпанії WDR і керівництва землі Північний Рейн-Вестфалія очолити на один рік Filmstiftung NRW як виконавчий директор.
У 2000 році Федеральний уряд Німеччини, спільно з урядом Берліна, запропонував Дітеру Коссліку обійняти посаду директора Берлінського міжнародного кінофестивалю. Погодившись, він 1 травня 2001 року змінив на цій посаді Моріца де Гадельна.
Дітер Косслік є членом Європейської кіноакадемії.

## Громадська позиція
У 2018 підтримав звернення Європейської кіноакадемії на захист ув'язненого у Росії українського режисера Олега Сенцова